# ソニー・フォーチュン
ソニー・フォーチュン（Sonny Fortune、1939年5月19日 - 2018年10月25日）は、アメリカ合衆国のジャズ・サクソフォーン奏者。フォーチュンは、ソプラノ、アルト、テナー、バリトンの各サックス、クラリネット、フルートを演奏した。

## 略歴
1967年にニューヨークに移転した後、フォーチュンはドラマーのエルヴィン・ジョーンズのグループと一緒にレコーディングし、ライブに参加した。1968年にはモンゴ・サンタマリアのバンドのメンバーを務めた。歌手のレオン・トーマスとピアニストのマッコイ・タイナー（1971年–1973年）とも共演した。1974年にフォーチュンはマイルス・デイヴィスのバンドにデイヴ・リーブマンの後任として加入し、サム・モリソンに引き継がれる1975年春まで残留した。マイルス・バンドにおけるフォーチュンの演奏は、アルバム『ビッグ・ファン』や『ゲット・アップ・ウィズ・イット』、そして日本でライブ録音されたマイルス活動休止前の最後の2枚のアルバム『アガルタ』『パンゲア』で聴くことができる。
フォーチュンはマイルス・バンドでの短い在籍期間の後に、ナット・アダレイのバンドに加わり、1975年6月に自身のグループを結成し、ホライゾン・レコードのために2枚のアルバムを録音した。1990年代になると、彼はブルーノート・レコードのためにいくつかのアルバムを録音している。また、ロイ・ブルックス、バディ・リッチ、ジョージ・ベンソン、ラビ・アブ＝カリル、ロイ・エアーズ、オリヴァー・ネルソン、ゲイリー・バーツ、ラシッド・アリ、ファラオ・サンダースと共演したほか、ライブ・アルバム『The Atlantic Family Live at Montreux』（1977年）にも参加している。
フォーチュンは、2018年10月に79歳で亡くなった。

## ディスコグラフィ

### リーダー・アルバム
- Trip on the Strip (1966年、Prestige) ※with Stan Hunter
- 『ロング・ビフォー・アワ・マザーズ・クライド』 - Long Before Our Mothers Cried (1974年、Strata-East)
- 『アウエイクニング』 - Awakening (1975年、Horizon)
- Waves of Dreams (1976年、Horizon)
- 『セレンゲティ・ミンストレル』 - Serengeti Minstrel (1977年、Atlantic)
- 『インフィニティー・イズ』 - Infinity Is (1978年、Atlantic)
- 『ウィズ・サウンド・リーズン』 - With Sound Reason (1979年、Atlantic)
- Laying It Down (1984年、Konnex)
- 『グレート・フレンズ』 - Great Friends (1987年、Black And Blue) ※with ビリー・ハーパー、スタンリー・カウエル、レジー・ワークマン、ビリー・ハート
- It Ain't What It Was (1991年、Konnex)
- Monk's Mood (1993年、Konnex)
- Four in One (1994年、Blue Note)
- A Better Understanding (1995年、Blue Note)
- From Now On (1996年、Blue Note)
- 『コルトレーンの魂』 - In the Spirit of John Coltrane (2000年、Shanachie)
- Continuum (2003年、Sound Reason)
- You and the Night and the Music (2007年、18th & Vine)
- Last Night at Sweet Rhythm (2009年、Sound Reason)
- 『インヴィテイション』 - Invitation (2010年、WhyNot) ※1987年録音

### 参加アルバム
ラビ・アブ＝カリル
- Bukra (1988年、MMP)
- Al-Jadida (1990年、Enja)

ナット・アダレイ
- On the Move (1983年、Theresa)
- Blue Autumn (1985年、Theresa)
- Autumn Leaves (1991年、Sweet Basil)
- 『ワーク・ソング〜ライヴ・アット・スイート・ベイジル』 - Work Song: Live at Sweet Basil (1993年、Sweet Basil)

ケニー・バロン
- 『イノセンス』 - Innocence (1978年、Wolf)

ゲイリー・バーツ
- 『アルト・メモリーズ』 - Alto Memories (1994年、Verve)

ジョージ・ベンソン
- 『テル・イット・ライク・イット・イズ』 - Tell It Like It Is (1969年、A&M/CTI)
- 『アビイ・ロード』 - The Other Side of Abbey Road (1970年、A&M/CTI)

マイルス・デイヴィス
- 『ビッグ・ファン』 - Big Fun (1974年、Columbia)
- 『ゲット・アップ・ウィズ・イット』 - Get Up with It (1974年、Columbia)
- 『アガルタ』 - Agharta (1975年、Columbia)
- 『パンゲア』 - Pangaea (1976年、Columbia)

ディジー・ガレスピー
- 『クローサー・トゥ・ザ・ソース』 - Closer to the Source (1984年、Atlantic)

エルヴィン・ジョーンズ
- 『ジャズ・マシーン ライヴ・アット"ピット・イン"』 - Elvin Jones Jazz Machine Live at Pit Inn (1985年、Polydor (Japan))
- 『ホエン・アイ・ワズ・アット・アソ・マウンテン』 - When I Was at Aso-Mountain (1990年、Enja)
- 『イン・ヨーロッパ』 - In Europe (1991年、Enja)
- 『イット・ドント・ミーン・ア・シング…』 - It Don't Mean a Thing (1993年、Enja)

チャールズ・ミンガス
- 『スリー・オア・フォア・シェイズ・オブ・ブルース』 - Three or Four Shades of Blues (1977年、Atlantic)

アルフォンス・ムゾーン
- 『ジ・エッセンス・オブ・ミステリー』 - The Essence of Mystery (1972年、Blue Note)

ファラオ・サンダース
- 『イジフォ・ザム』 - Izipho Zam (My Gifts) (1973年、Strata-East)

メルヴィン・スパークス
- Akilah! (1972年、Prestige)

レオン・スペンサー
- 『バッド・ウォーキング・ウーマン』 - Bad Walking Woman (1972年、Prestige)
- Where I'm Coming From (1973年、Prestige)

チャールズ・サリヴァン
- 『ジェネシス』 - Genesis (1974年、Strata-East)

マッコイ・タイナー
- 『サハラ』 - Sahara (1972年、Milestone)
- 『ソング・フォー・マイ・レディ』 - Song for My Lady (1973年、Milestone)

マル・ウォルドロン
- Crowd Scene (1989年、Soul Note)
- Where Are You? (1989年、Soul Note)

モンゴ・サンタマリア
- Stone Soul (1969年、Columbia)

## フィルモグラフィ
- Elvin Jones: Jazz Machine (2008年) ※with ラヴィ・コルトレーン、ウィリー・ピケンズ、チップ・ジャクソン
- Europafest: Jazz Highlights (2008年) ※with マイク・スターン、ボブ・バーグ、サン・ラ、アーチー・シェップ、ジョン・ゾーン、ビル・フリゼール